# Conacul Nicolae Coculescu
Conacul Nicolae Coculescu din Constantinești, județul Olt a fost reședința astronomului și omului de știință Nicolae Coculescu și a soție sale Lucreția Coculescu. În această casă au copilărit si copiii familiei Coculescu, scriitorul Piu-Șerban Coculescu cunoscut ca Pius Servien și sora sa, Manglina Coculescu. 
Conacul Astronomului Nicolae Coculescu este o clădire istorică situată în localitatea Constantinești din județul Olt, România. Acesta a fost construit în secolul al XIX-lea și este asociat cu numele astronomului român Nicolae Coculescu, care a trăit acolo în perioada interbelică.
Clădirea este înscrisă pe lista monumentelor istorice din județul Olt elaborată de Ministerul Culturii și Patrimoniului Național din România în anul 2015.

## Istoric
Conacul a fost construit în jurul anului 1850 de către familia Crețulescu, o familie nobilă din Oltenia, după planurile unui arhitect italian. Conacul făcea parte din moșia de 597 hectare a Lucreției N. Coculescu, soția lui Nicolae Coculescu. Coculescu a făcut importante contribuții în domeniul astronomiei, inclusiv descoperirea unui asteroid, ceea ce i-a adus o mare recunoaștere în comunitatea științifică internațională.
În urma hotărârii luate de  Comisia de plasa Dragănești pentru reforma agrara din județul Olt, la 25 martie 1945, tuturor moșierilor li se stabilește o cotă de maxim 50 de hectare. Astfel moșia soților Coculescu se restrânge la 50 de hectare. Prin DECRET nr.83 din 2 martie 1949, prin care au fost expropriați total și ridicați de la domiciliu lor toți proprietarii, acțiune petrecută în secret în noaptea de 2/3 martie 1949, conacul devine proprietate a Statului Român, iar Nicolae și Lucreția Coculescu sunt evacuați din Conac.
După moartea lui Nicolae Coculescu, conacul a fost preluat de către statul român și a fost folosit pentru diverse scopuri, inclusiv ca sediu pentru o instituție de învățământ și ca sediu CAP. În prezent, clădirea este în proprietatea Primăriei Constantinești și a fost renovată în ultimii ani, în încercarea de a o readuce la starea sa inițială.

## Arhitectură
Conacul Astronomului Nicolae Coculescu este o clădire impresionantă, cu o arhitectură specifică stilului neoclasic. Este format dintr-o clădire principală, cu două etaje, flancată de două aripi laterale. Fațada clădirii este ornamentată cu elemente specifice stilului neoclasic, precum coloane, frontoane și cornișe.
Interiorul clădirii păstrează multe dintre elementele originale, inclusiv podelele de lemn, șemineele și balustradele de la scările interioare. Pe peretele dinspre curte se află o placă memorială dedicată lui Nicolae Coculescu.

## Importanță culturală
Conacul Astronomului Nicolae Coculescu este o clădire importantă din punct de vedere istoric și cultural, atât pentru comunitatea locală, cât și pentru istoria științei românești. Nicolae Coculescu a fost unul dintre cei mai importanți astronomi români ai secolului XX și clădirea în care a locuit este o mărturie a vieții și contribuțiilor sale. De asemenea, conacul este o importantă atracție turistică pentru zona în care se află, atrăgând vizitatori interesați de istorie, arhitectură și astronomie.
În concluzie, Conacul Astronomului Nicolae Coculescu din Constantinești este o importantă clădire istorică și culturală, care merită să fie păstrată și promovată ca o mărturie a istoriei și patrimoniului